# Balaghat
Balaghat è una suddivisione dell'India, classificata come municipality, di 75.061 abitanti, capoluogo del distretto di Balaghat, nello stato federato del Madhya Pradesh. In base al numero di abitanti la città rientra nella classe II (da 50.000 a 99.999 persone).

## Geografia fisica
La città è situata a 21° 48' 0 N e 80° 10' 60 E e ha un'altitudine di 287 m s.l.m..

## Società

### Evoluzione demografica
Al censimento del 2001 la popolazione di Balaghat assommava a 75.061 persone, delle quali 38.628 maschi e 36.433 femmine. I bambini di età inferiore o uguale ai sei anni assommavano a 8.378, dei quali 4.316 maschi e 4.062 femmine. Infine, coloro che erano in grado di saper almeno leggere e scrivere erano 59.279, dei quali 32.434 maschi e 26.845 femmine.